# Nieuw Leven (Wogmeer)
Nieuw Leven is een poldermolen aan het molenpad in Hensbroek, Noord-Hollandse gemeente Koggenland. De molen werd in 1921 onttakeld, maar tijdens de Tweede Wereldoorlog opnieuw maalvaardig gemaakt. In 1980 is hij definitief buiten bedrijf gesteld.
Het gevlucht van deze binnenkruier is uitgerust met het systeem Fauël met steekborden op beide roeden. De molen is sinds 1980 eigendom van Stichting De Westfriese Molens.